# 平野村 (山形県)
平野村（ひらのむら）は山形県西置賜郡にあった村。現在の長井市中心部の西方、置賜野川右岸にあたる。

## 地理
- 河川：置賜野川

## 歴史
- 1889年（明治22年）4月1日 - 町村制の施行により、九野本村、平山村の区域をもって発足。
- 1954年（昭和29年）11月15日 - 長井町・長井村・豊田村・西根村・伊佐沢村と合併して長井市が発足。同日平野村廃止。